# 社会不平等

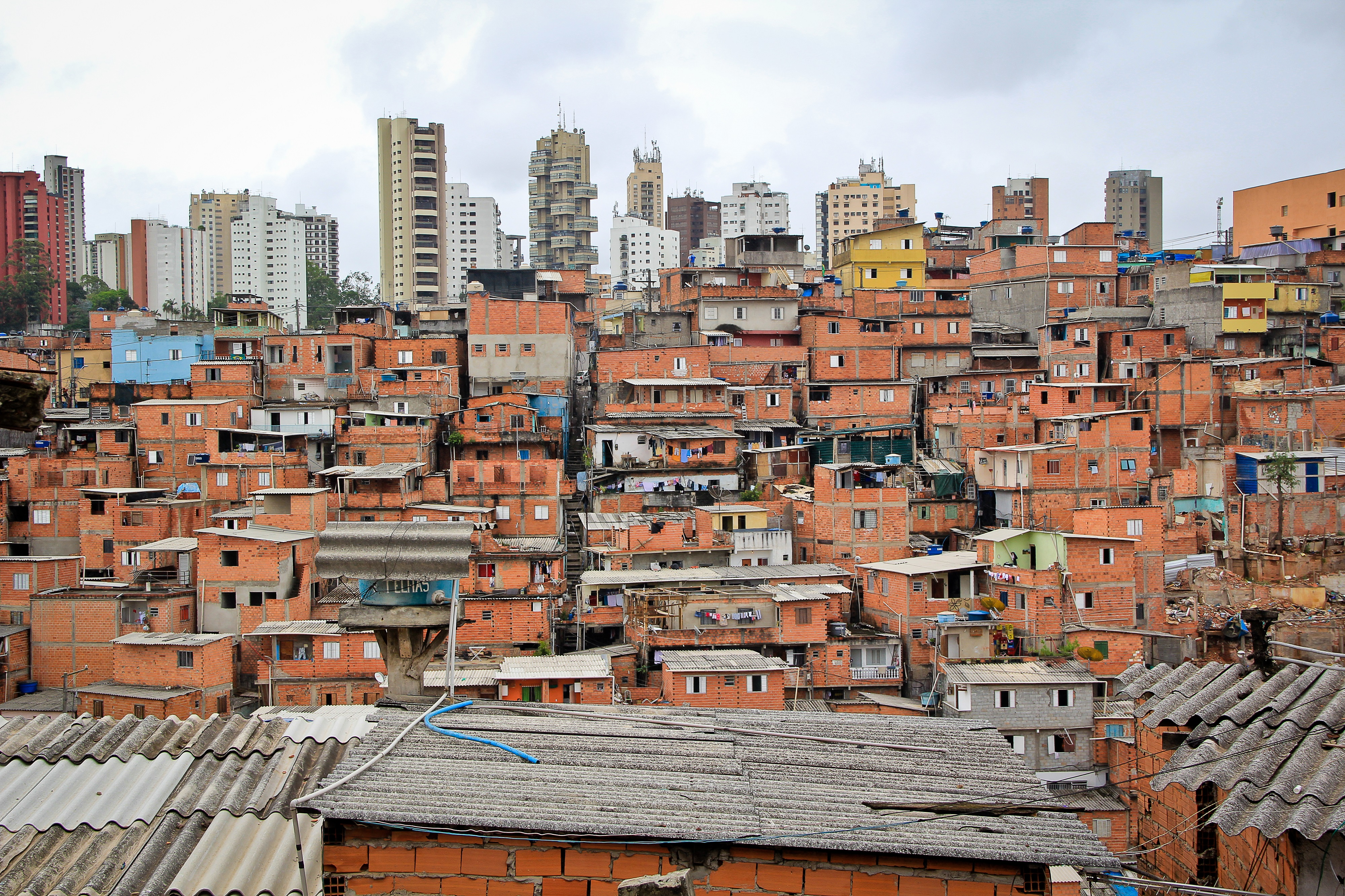
高档公寓就在巴西圣保罗的一个棚户区后面。

社會不平等，指的是一個社會中涉及如下情況時關係性的過程：某些群體的社會地位、社會階級和社交圈遭到限制或傷害。社會不平等涉及的範疇包括擁有私有產權的程度多寡、投票權、言論自由、集會自由、以及獲取教育、醫療、優質住宅、交通、旅遊、移動、假期、其他社會商品和服務的機會。除此以外，從家庭與鄰里生活、職業、工作滿足感，以及獲取信貸的情況和品質，亦可以觀察到社會不平等的情況。假若經濟分化加劇，有機會導致社會不平等。

地圖顯示2022年不平等調整後人類發展指數。該指數反映考慮不平等時的人類發展水平。

## 原因
造成社會不平等的原因各式各樣，但通常都影響廣泛而深遠。社會不平等存在於種族、階級和國家之間。在全球各國的歷史中都可見到這種不平等的蹤影。社會不平等與經濟不平等有所關联。經濟不平等是由不平等的財富累積所導致。社會不平等則在於指出收入分配以及經濟資產分配的差距。社會不平等亦存在於一些將社會貨品的獲取與財富掛勾的社會，令到貧窮地區的人所能獲取的住屋、醫療、教育等等均與富有的人有所區別。
社會不平等與種族不平等、性別不平等和財富不平等有關。通過種族和其他形式的歧視，社會行為通常會對他人替自己創造機會和財富造成影響。托馬斯·夏皮羅在他的著作《作為非洲裔美國人的隱藏成本》提出一個假設例子，嘗試展示出不平等在「黑人和白人的競賽場」上达到甚麼程度。他所舉的其中一個例子是黑人家庭向銀行申請置業貸款往往會被拒，但白人家庭就較容易獲批。Shapiro指成為業主是累積財富的重要一步，這種情況減少黑人家庭累積財富的機會，製造社會不平等。

## 社会不平等的各種形式
社会不平等的形式包括：
- 年龄歧视
- 剥削儿童：参见虐待儿童、童工、雛妓、儿童权利
- 沙文主义
- 阶级歧视
- 种族歧视
- 歧视残疾人
- 经济不平等
- 民族优越感
- 法西斯
- 宗教信仰歧视
- 性别歧视，家庭暴力
- 性倾向歧视：参见同性恋
- 身材歧視：肥胖、矮小